# Wimpassing an der Leitha
Wimpassing an der Leitha è un comune austriaco di 1 451 abitanti nel distretto di Eisenstadt-Umgebung, in Burgenland.